# Rote Liste gefährdeter Pflanzengesellschaften Deutschlands (Rennwald 2000)
Die Rote Liste gefährdeter Pflanzengesellschaften Deutschlands (Rennwald 2000) enthält alle in Deutschland vorkommenden Pflanzengesellschaften.
Zu jeder Pflanzengesellschaft ist ihr Gefährdungsgrad (= Kategorie), ihre Formationszugehörigkeit, ihr synsystematischer Rang, ihr wissenschaftlicher Name und ihr deutscher Name verzeichnet.
Grundlage dieser Liste war das Gesamtverzeichnisses der in Deutschland vorkommenden Pflanzengesellschaften.

## Einteilung

### Gefährdungskategorien
Es wurden Gefährdungskategorien festgelegt.
- 0 = Ausgestorben oder verschollen
- 1 = Vom Aussterben bedroht
- 2 = Stark gefährdet
- 3 = Gefährdet
- G = Gefährdung anzunehmen
- R = Extrem selten
- V = Zurückgehend, Art der Vorwarnliste
- * = derzeit nicht gefährdet
- D = Daten zu Verbreitung und Gefährdung ungenügend[4]

### Formationszugehörigkeit
- I. = Wasserpflanzengesellschaften
- II. = Felsgesellschaften (Streifenfarn-Gesellschaften der Felsspalten und Mauerfugen)
- III. = Pioniervegetation (Therophytenreiche Pioniervegetation (mit Ausnahme des unmittelbaren Küstenbereiches))
- IV. = Röhrichte und Seggenriede (Eutraphente Röhrichte und Großseggenriede)
- V. = Quell- und Moorgesellschaften (Quell- und Niedermoorgesellschaften, Hochmoorschlenken- und Bulten-Gesellschaften)
- VI. = Strand- und Dünengesellschaften (Meerstrand-, Spülsaum-, Dünen- und Salzwiesengesellschaften (mit Ausnahme der Vegetationstypen auf Grau- und Braundünen))
- VII. = Rasengesellschaften und Wirtschaftsgrünland (Tritt- und Flutrasen, Rasengesellschaften des Wirtschaftsgrünlandes, Graudünen, Halbtrockenrasen und Magerrasen, Hochgebirgsrasen)
- VIII. = Ruderale Staudenvegetation (Nitrophytische, ruderale Staudenvegetation, halbruderale Halbtrockenrasen, Saum- und Verlichtungsgesellschaften, Uferstaudengesellschaften)
- IX. = Zwergstrauchgesellschaften und Borstengrasrasen
- X. = Gebüsche und Vorwälder (Gebüsche und Vorwälder, anthropogene Gehölzgesellschaften)
- XI. = Waldgesellschaften[5]

### Rang
- FOR = Formation
- KLA = Klasse
- ORD = Ordnung
- VRB = Verband
- ASS = Assoziation

## Auswertung
Aus dieser Roten Liste konnte ein Überblick über die Anzahl der Pflanzengesellschaften in den einzelnen Gefährdungskategorien nach Region gewonnen werden.
Etwa die Hälfte aller Pflanzengesellschaften in Deutschland ist gefährdet.

### Verschwunden
Die Lein-Lolch-Gesellschaft, eine Wildkrautvegetation der Leinackerkultur, und die Zwerg-Rohrkolben-Gesellschaft, eine Ufergesellschaft, die fehlender Flussdynamik zum Opfer fiel, sind verschwunden oder verschollen.
Bei anderen Gesellschaften kann das Verschwinden nicht nachgewiesen werden, weil früher keine Vegetationsaufnahmen für sie gemacht wurden und deshalb keine Daten vorhanden sind.

### Vom Verschwinden bedroht
Besonders auf Umwelteinflüsse empfindlich reagierende Wasser-, Moor- und Rasengesellschaften wie einige Armleuchteralgengesellschaften, Drahtseggen-Schwingrasen oder Knollendistel-Pfeifengras-Rasen sind vom Verschwinden bedroht.

### Gefährdet
Von den 577 Gesellschaften des Tieflandes und den 653 Gesellschaften des Hügel- und Berglandes sind ungefähr 50 % aktuell gefährdet.
Dagegen sind von den 231 Gesellschaften der Alpen nur 25 % gefährdet.

### Extrem Selten
In dieser Kategorie finden sich Pflanzengesellschaften der Alpen, besonders solche, die in Hochlagen auf saurem Ausgangsgestein vorkommen.

### Vorwarnliste
Für 30 Gesellschaften wurden Schutzmaßnahmen notwendig und auch teilweise schon durchgeführt.

### Ungefährdet
Ein Drittel der Pflanzengesellschaften in Deutschland gilt als ungefährdet. In den Alpen sogar die Hälfte.

## Listen der Pflanzengesellschaften der einzelnen Formationen
- Formation I: Liste der Wasserpflanzengesellschaften in Deutschland
- Formation II: Liste der Streifenfarn-Gesellschaften der Felsspalten und Mauerfugen in Deutschland
- Formation III: Liste der Therophytenreichen Pioniervegetation (mit Ausnahme des unmittelbaren Küstenbereiches) in Deutschland
- Formation IV: Liste der Eutraphenten Röhrichte und Großseggenriede in Deutschland
- Formation V: Liste der Quell- und Niedermoorgesellschaften, Hochmoorschlenken- und Bulten-Gesellschaften in Deutschland
- Formation VI: Liste der Meerstrand-, Spülsaum-, Dünen- und Salzwiesengesellschaften (mit Ausnahme der Vegetationstypen auf Grau- und Braundünen) in Deutschland
- Formation VII: Liste der Tritt- und Flutrasen, Rasengesellschaften des Wirtschaftsgrünlandes, Graudünen, Halbtrockenrasen und Magerrasen, Hochgebirgsrasen in Deutschland
- Formation VIII: Liste der Nitrophytischen, ruderalen Staudenvegetation, halbruderalen Halbtrockenrasen, Saum- und Verlichtungsgesellschaften, Uferstaudengesellschaften in Deutschland
- Formation IX: Liste der Zwergstrauch-Gesellschaften und Borstgras-Rasen in Deutschland
- Formation X: Liste der Gebüsche und Vorwälder, anthropogenen Gehölzgesellschaften in Deutschland
- Formation XI: Liste der Waldgesellschaften in Deutschland